# كاي هالي
كاي هالي (بالإنجليزية: Kay Halle)‏ هي كاتِبة وصحفية أمريكية، ولدت في 1904، وتوفيت في 1997.